# Walter Herrmann
Walter Herrmann, född 26 juni 1979 i Santa Fe, Argentina, är en argentinsk idrottare som tog OS-guld i basket 2004 i Aten. Detta var Argentinas första medalj i basket vid olympiska sommarspelen. Han har spelat för den spanska klubben Baloncesto Fuenlabrada och spelar idag för ett argentinskt lag.